# Weltklasse Zürich 2023
Il Weltklasse Zürich 2023 è stata la 95ª edizione dell'annuale meeting di atletica leggera, undicesima tappa del circuito Diamond League 2023. Le competizioni hanno avuto luogo presso la stazione di Zurigo Centrale (salto con l'asta femminile) il 30 agosto e presso lo stadio Letzigrund di Zurigo il 31 agosto 2023.

## Programma[1]

### Giorno 1
| # | Orario | Specialità       |
| - | ------ | ---------------- |
| 1 | 17:30  | Salto con l'asta |

### Giorno 2
| #  | Orario | Specialità             |
| -- | ------ | ---------------------- |
| 1  | 18:48  | Salto in alto          |
| 2  | 19:18  | Salto con l'asta       |
| 3  | 19:21  | 400 metri piani        |
| 4  | 19:51  | 110 metri ostacoli     |
| 5  | 20:04  | 400 metri ostacoli     |
| 6  | 20:24  | Salto in lungo         |
| 7  | 20:41  | 1500 metri piani       |
| 8  | 20:42  | Lancio del giavellotto |
| 9  | 21:10  | 5000 metri piani       |
| 10 | 21:41  | 200 metri piani        |

| # | Orario | Specialità         |
| - | ------ | ------------------ |
| 1 | 18:22  | Salto triplo       |
| 2 | 18:55  | 400 metri piani    |
| 3 | 20:15  | 100 metri piani    |
| 4 | 20:23  | 3000 metri siepi   |
| 5 | 20:53  | 800 metri piani    |
| 6 | 21:04  | 200 metri piani    |
| 7 | 21:33  | 100 metri ostacoli |
| 8 | 21:52  | Staffetta 4x100 m  |

     Specialità valide per la Diamond League

## Risultati
Di seguito i primi tre classificati di ogni specialità.

### Uomini
| Specialità             |                           | Prestazione | 2º classificato  | Prestazione | 3º classificato   | Prestazione |
| 200 m                  | Noah Lyles                | 19"80       | Erriyon Knighton | 19"87       | Zharnel Hughes    | 19"94       |
| 400 m                  | Håvard Bentdal Ingvaldsen | 45"28       | Davide Re        | 45"49       | Dylan Borlée      | 45"67       |
| 1500 m                 | Yared Nuguse              | 3'30"49     | Josh Kerr        | 3'30"51     | Abel Kipsang      | 3'30"85     |
| 5000 m                 | Yomif Kejelcha            | 12'46"91    | Selemon Barega   | 12'54"17    | Grant Fisher      | 12'54"49    |
| 110 m hs               | Jason Joseph              | 13"08       | Enrique Llopis   | 13"31       | Eric Edwards      | 13"45       |
| 400 m hs               | Kyron McMaster            | 47"27       | Karsten Warholm  | 47"30       | Alison dos Santos | 47"62       |
| Salto in lungo         | Miltiadis Tentoglou       | 8,20 m      | Tajay Gayle      | 8,07 m      | Jarrion Lawson    | 8,05 m      |
| Salto in alto          | Mutaz Essa Barshim        | 2,35 m      | Hamish Kerr      | 2,33 m      | Sanghyeok Woo     | 2,31 m      |
| Salto con l'asta       | Armand Duplantis          | 6,00 m      | Sam Kendricks    | 5,95 m      | KC Lightfoot      | 5,85 m      |
| Lancio del giavellotto | Jakub Vadlejch            | 85,86 m     | Neeraj Chopra    | 85,71 m     | Julian Weber      | 85,04 m     |

     Prestazione che stabilisce il nuovo record del meeting.

### Donne
| Specialità        |                                                                         | Prestazione | 2º classificato                                                        | Prestazione | 3º classificato                                                | Prestazione |
| 100 m             | Sha'Carri Richardson                                                    | 10"88       | Natasha Morrison                                                       | 11"00       | Elaine Thompson-Herah                                          | 11"00       |
| 200 m             | Shericka Jackson                                                        | 21"82       | Daryll Neita                                                           | 22"25       | Kayla White                                                    | 22"33       |
| 400 m             | Shaunae Miller-Uibo                                                     | 51"83       | Annina Fahr                                                            | 51"97       | Julia Niederberger                                             | 52"11       |
| 800 m             | Laura Muir                                                              | 1'57"81     | Catriona Bisset                                                        | 1'58"77     | Adelle Tracey                                                  | 1'59"05     |
| 100 m hs          | Danielle Williams                                                       | 12"54       | Alaysha Johnson                                                        | 12"58       | Kendra Harrison                                                | 12"59       |
| 3000 m siepi      | Winfred Yavi                                                            | 9'03"19     | Beatrice Chepkoech                                                     | 9'03"70     | Faith Cherotich                                                | 9'07"59     |
| Staffetta 4x100 m | Paesi Bassi N'Ketia Seedo Marije van Hunenstijn Jamile Samuel Tasa Jiya | 42"86       | Svizzera 1 Natacha Kouni Salomé Kora Géraldine Frey Mélissa Gutschmidt | 42"94       | Australia Ebony Lane Bree Masters Kristie Edwards Torrie Lewis | 43"21       |
| Salto triplo      | Yulimar Rojas                                                           | 15,15 m     | Shanieka Ricketts                                                      | 14,78 m     | Liadagmis Povea                                                | 14,73 m     |
| Salto con l'asta  | Nina Kennedy                                                            | 4,91 m      | Katie Moon                                                             | 4,81 m      | Sandi Morris                                                   | 4,76 m      |

     Prestazione che stabilisce il nuovo record del meeting.